# 明蜀僖王墓
明蜀僖王墓位於四川省成都市，文物遺址年代判定為明，为明代蜀王朱友壎墓。1980年7月7日列為四川省重新確定公布的第一批省級文物保護單位。1996年11月20日公佈為第四批全國重點文物保護單位。

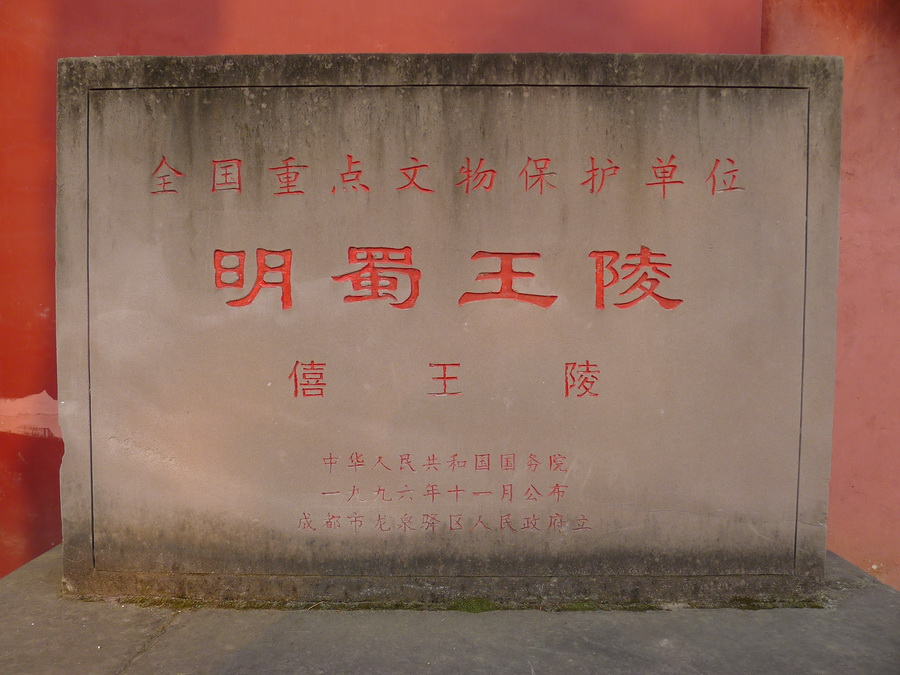
国保碑
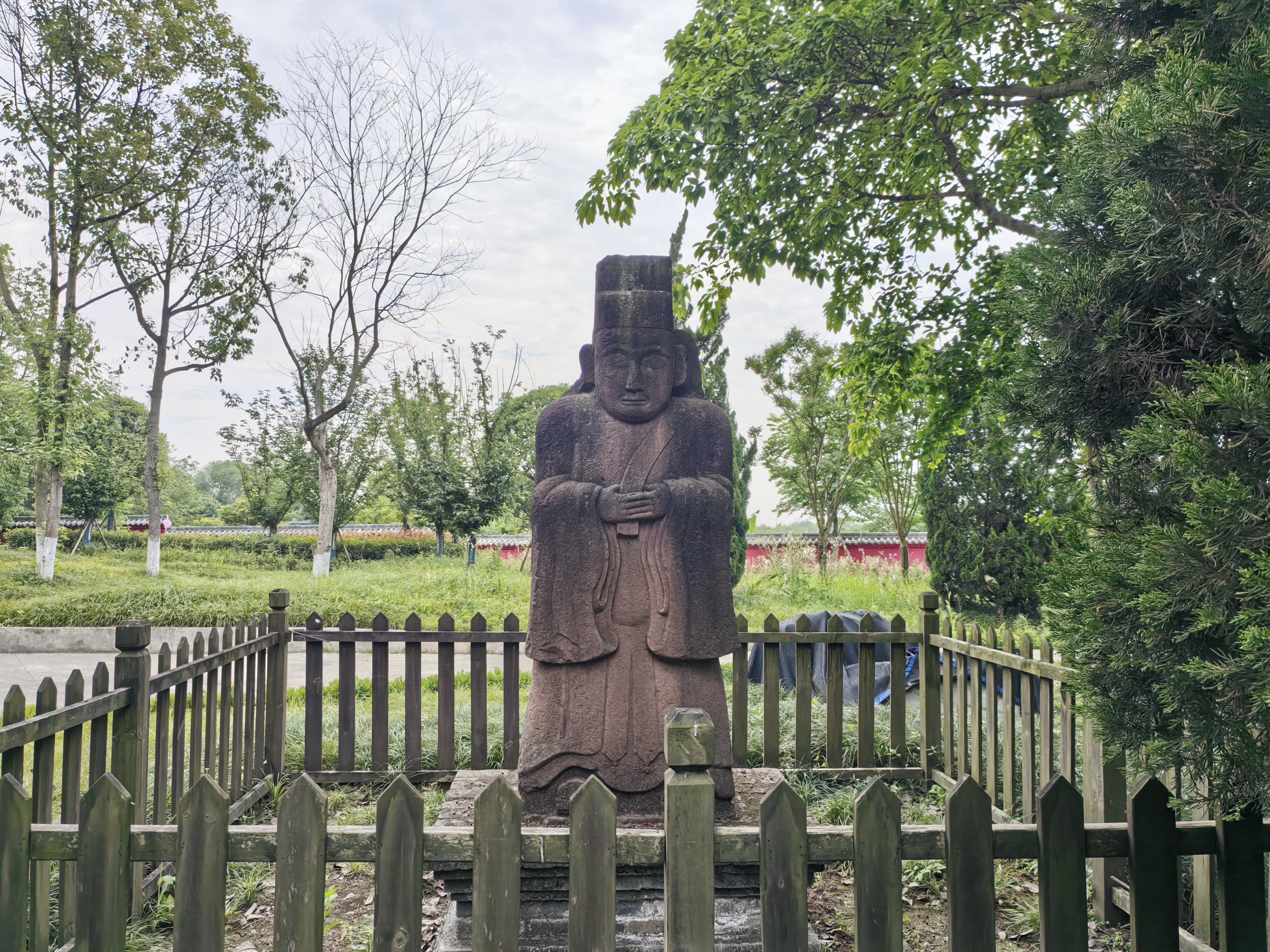
石像
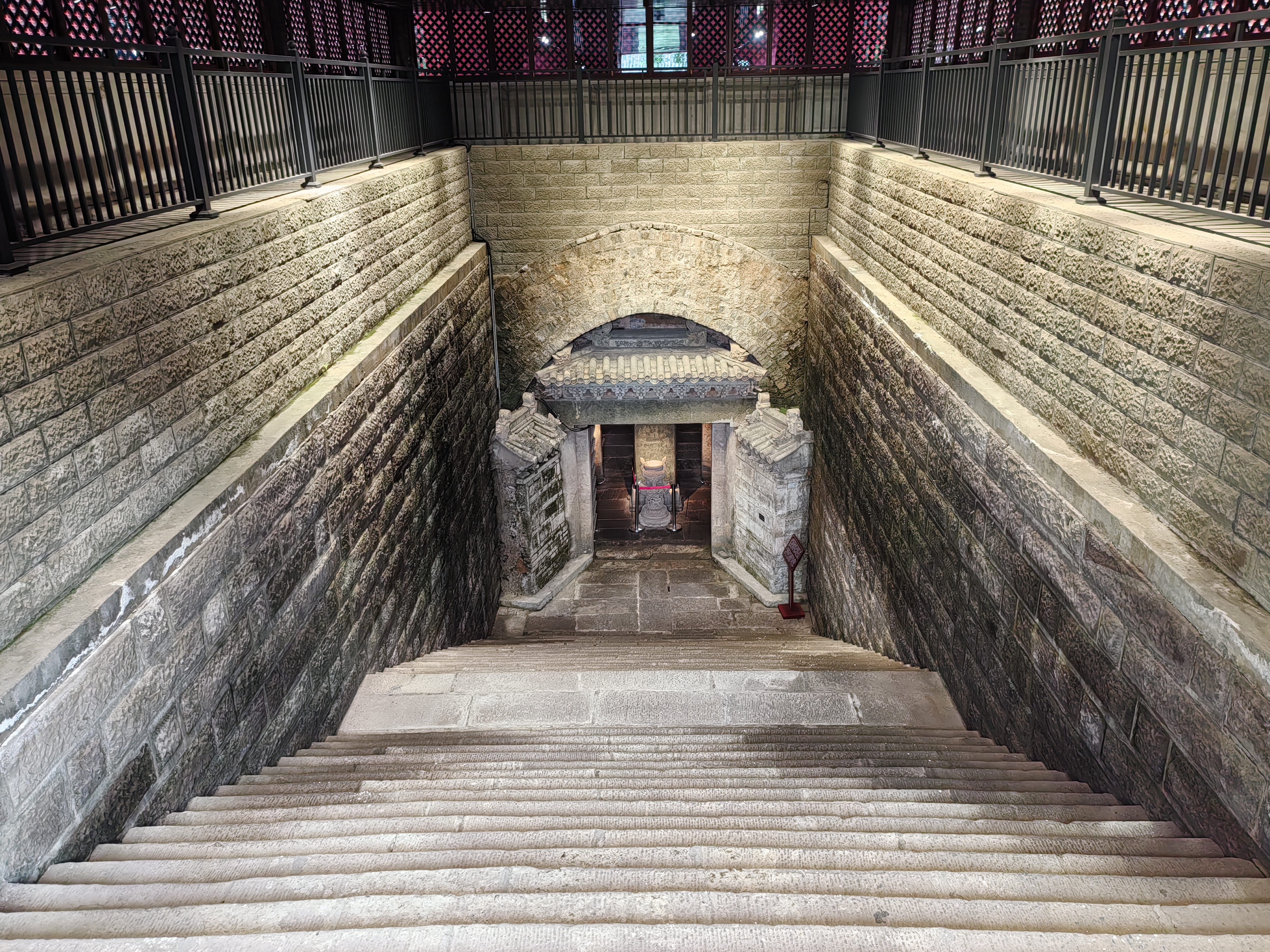
墓道
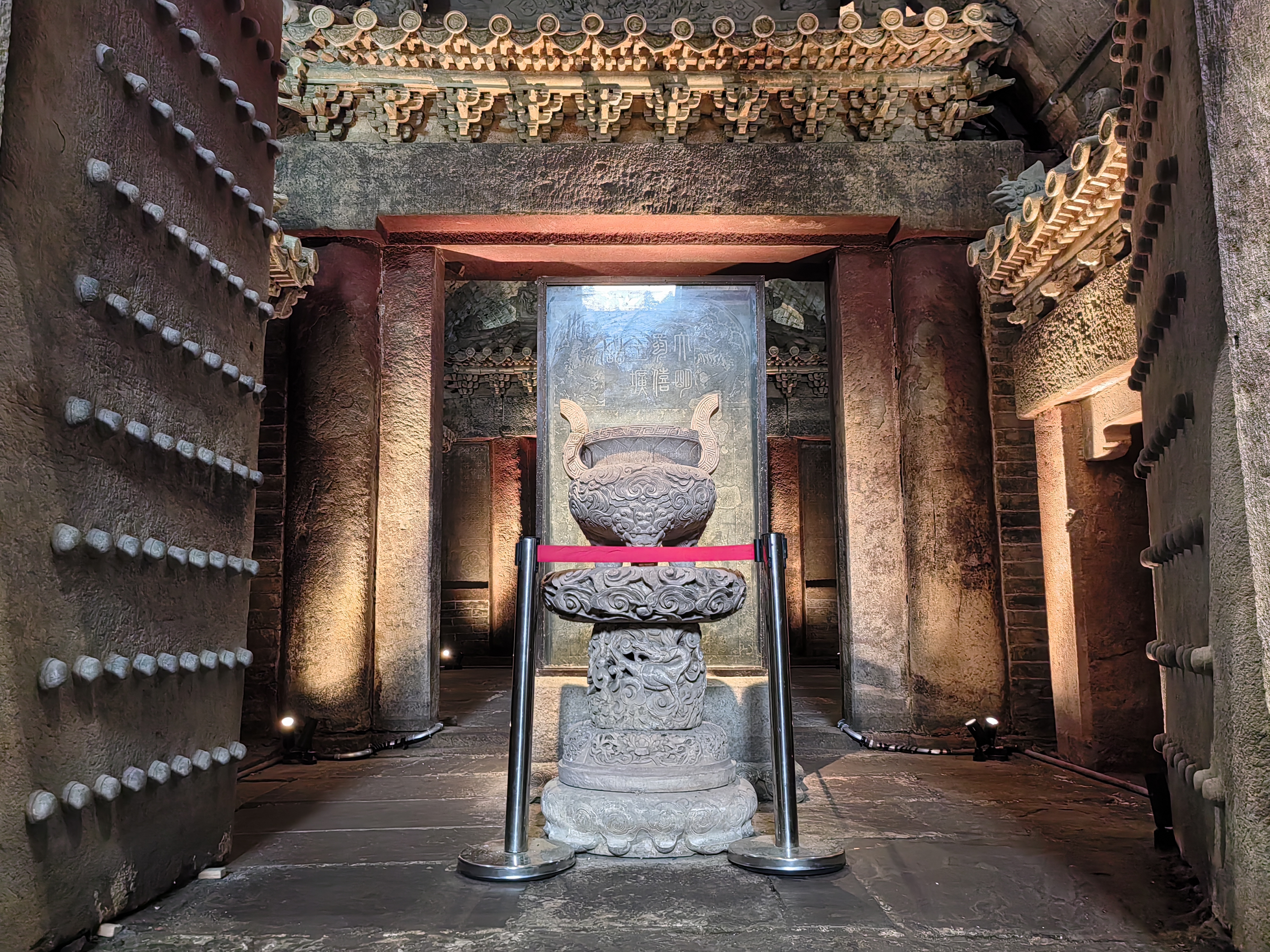
大明蜀僖王壙誌
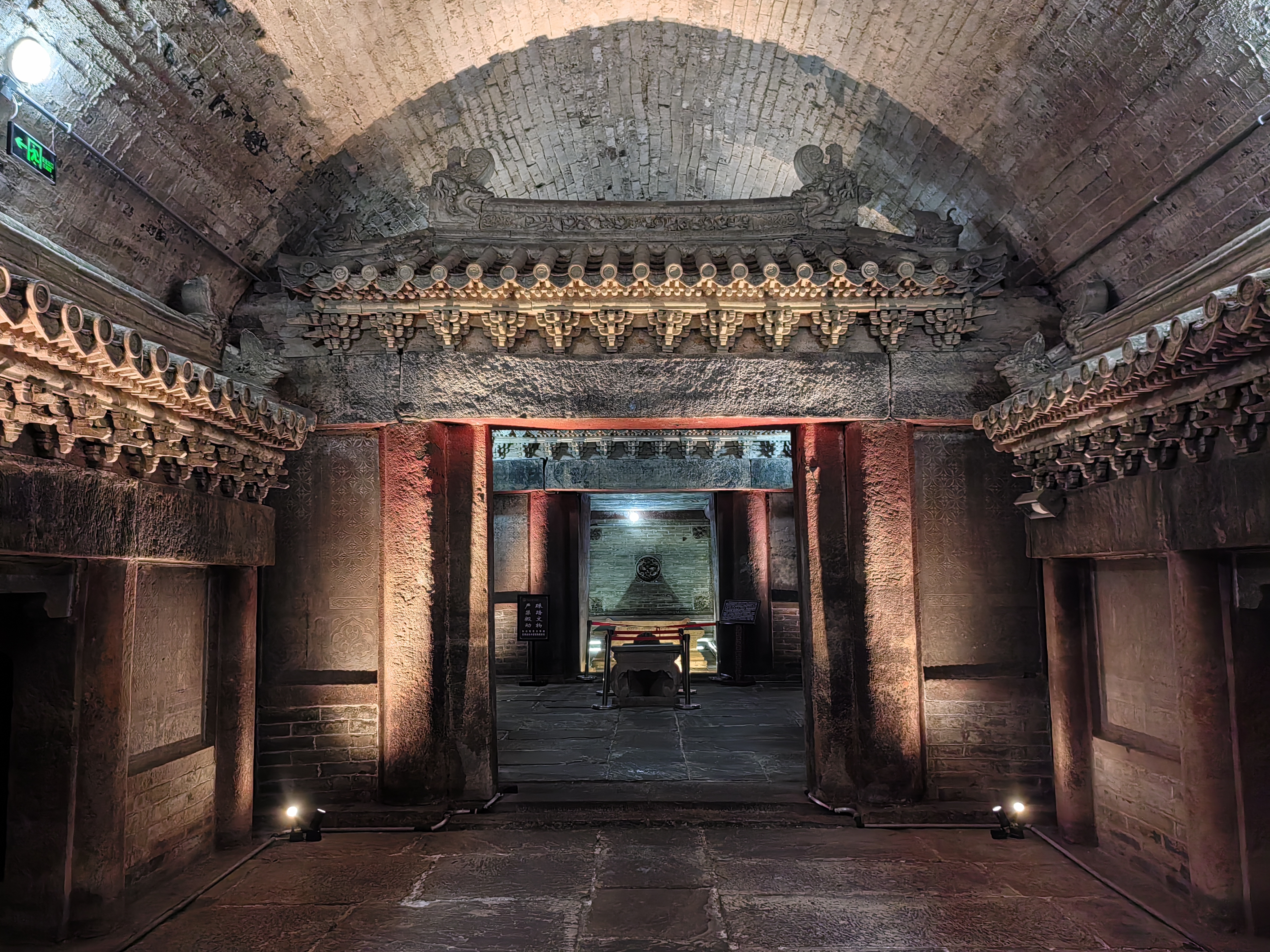
前室
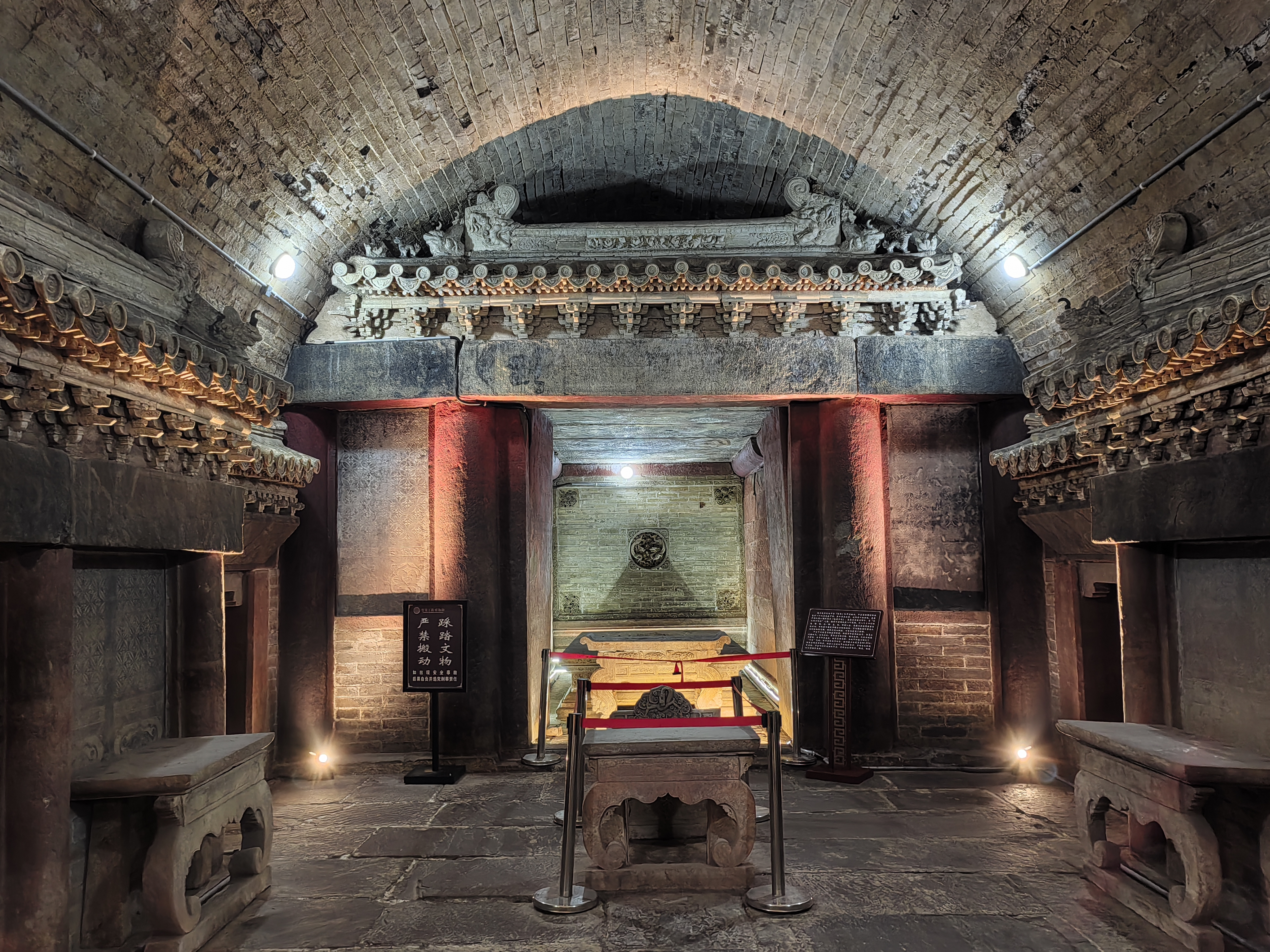
中室
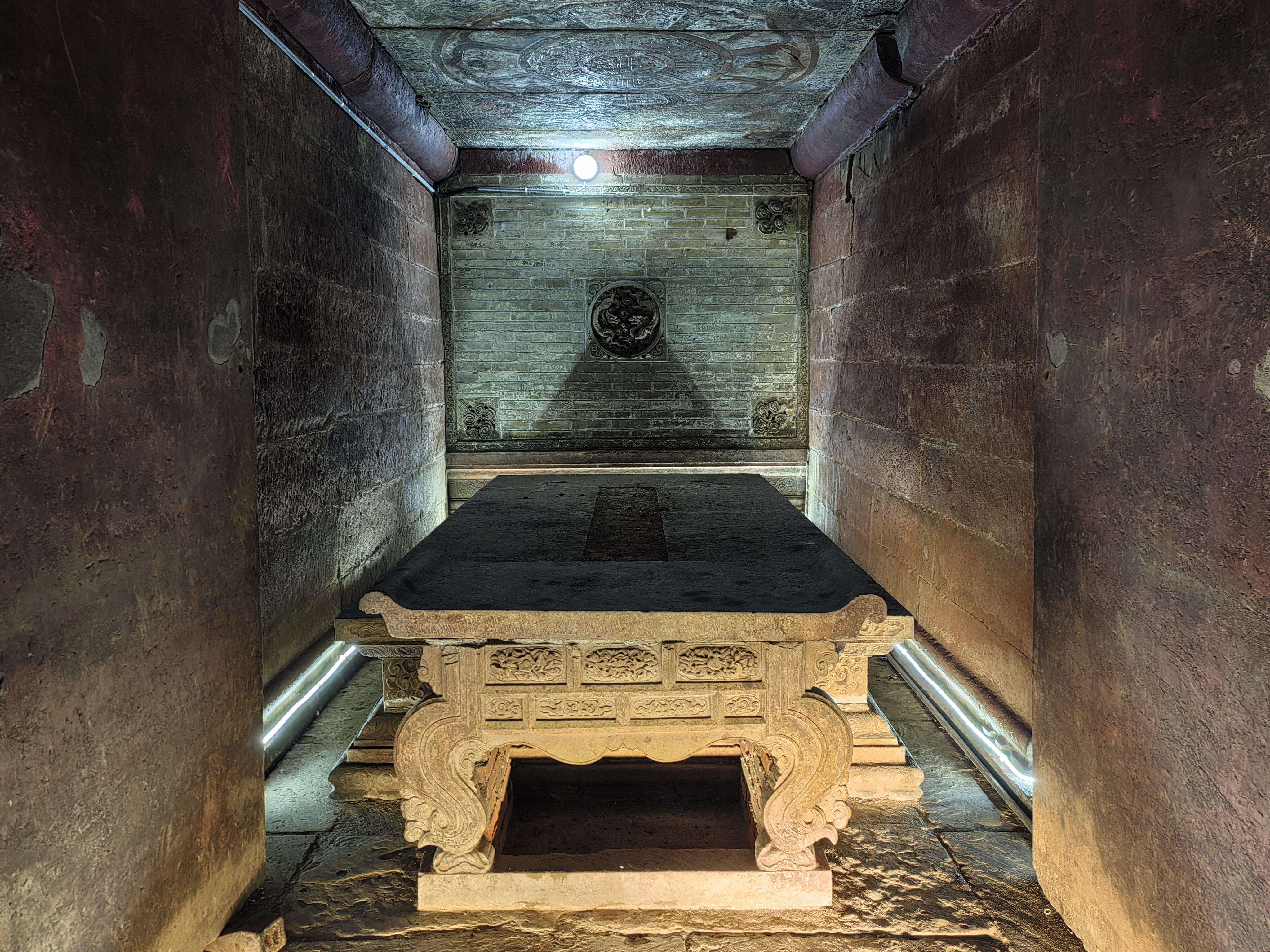
後室
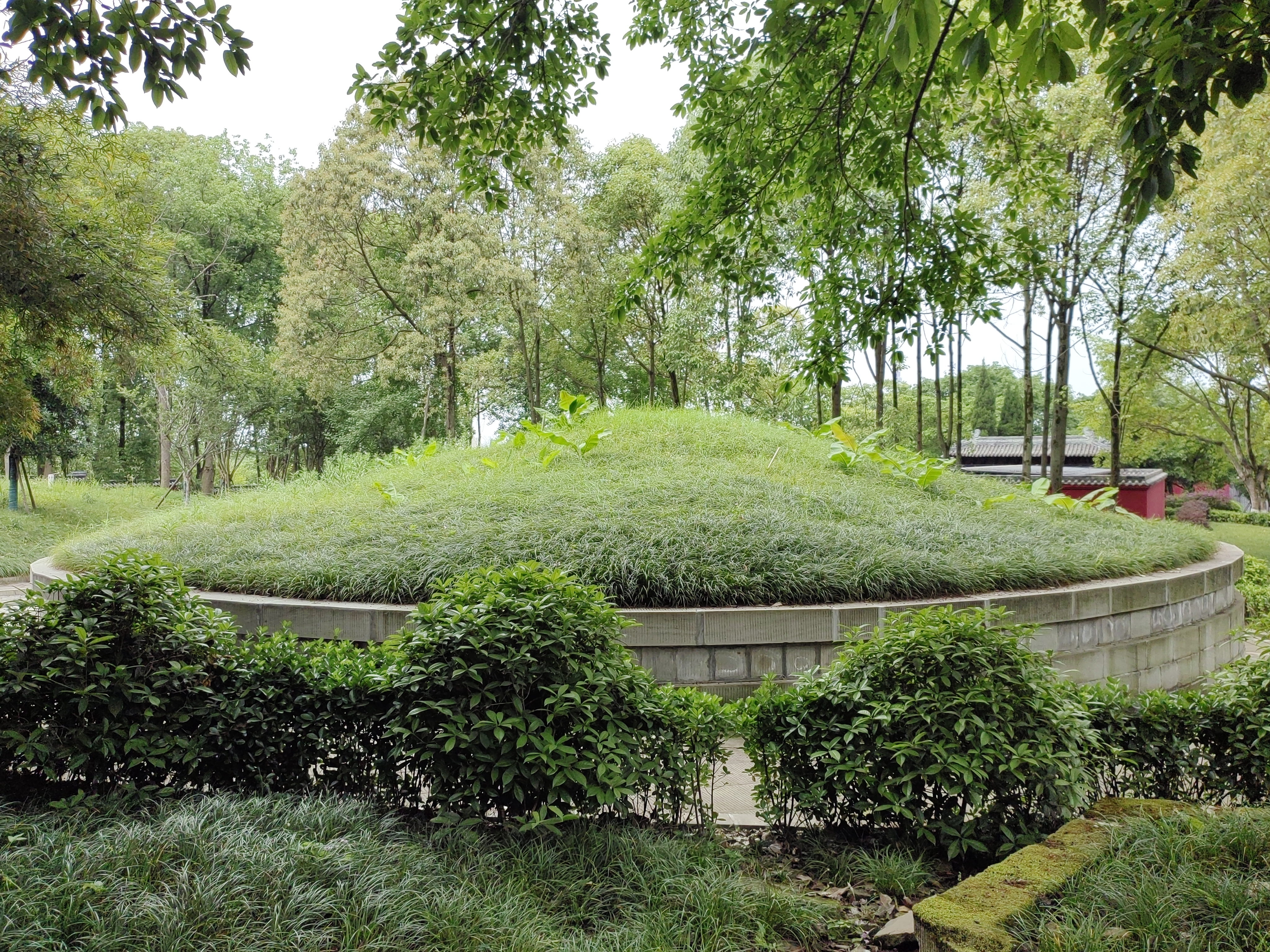
塚